# Drake Bell
Jared Drake Bell (Condado de Orange, 27 de junho de 1986) é um ator, cantor e compositor norte-americano. É conhecido pela atuação em séries de sucesso mundial como The Amanda Show e Drake & Josh, e também por sua carreira musical. Drake Lançou seu primeiro álbum em 27 de setembro de 2005.
Em 3 de junho de 2021, foi indiciado e preso por crime contra menor de idade. Foi solto no mesmo dia após o pagamento de uma fiança. O motivo da prisão foi uma suposta conversa que teve com a pressuposta vítima em dezembro de 2017, que teria idade inferior a 21 anos. Ao tribunal, se declarou inocente. Em 2024, deu seu depoimento á série investigativa Quiet on Set: The Dark Side of Kids TV, onde declarou ter sido vítima de abuso sexual durante as gravações de The Amanda Show.

## Carreira de ator
Depois de começar sua carreira como um ator infantil em 1993, atuando em comerciais e fazendo participações em séries de TV, ele estrelou mais de nove filmes, e finalmente fez a sua estréia no programa The Amanda Show, exibido pelo canal Nickelodeon no qual Drake fazia vários personagens ao lado da atriz Amanda Bynes. Em 2004, dois anos depois do Show da Amanda ser encerrado, ele voltou como Drake Parker no programa Drake & Josh que foi encerrado após quatro temporadas bem sucedidas, ganhando um último episódio especial de natal, Merry Christmas, Drake & Josh.
Em adição a sua carreira de ator, Bell está crescendo também no meio musical onde já teve dois álbuns oficiais lançados, Telegraph, um disco independente lançado no ano de 2005 e It's Only Time, lançado em 2006 depois de um contrato assinado com a Motown Records. Além disso tem um álbum não oficial Nashville Sessions, lançado entre 2008 e 2009. E Em 2011 lançou seu primeiro EP nomeado A Reminder.
Aos oito anos, Drake fez sua primeira aparição na TV em Home Improvement, como Pequeno Pete e um ano depois aos nove atuou no filme Jerry Maguire ao lado de Tom Cruise. Até os anos 2000, quando foi nomeado ao Young Artist Award (Premiação para Jovens Talentos) como "Melhor Performance na TV" pelo filme The Jack Bull, Drake trabalhou em mais de quinze projetos. Pelos anos 2000, Drake Bell participou de O Show da Amanda e se tornou o famoso Drake Parker em Drake & Josh.
Drake recebeu por anos seguidos o prêmio de Melhor Série de TV por Drake & Josh no Nickelodeon Kids' Choice Awards onde faturou também prêmios de Melhor Ator e Cantor. Drake inclusive encerrou o trabalho em seus dois últimos filmes College dirigido por Deb Hagan e Superhero movie, uma comédia bastante divertida, que é centrada em uma sátira aos filmes de super-heróis. Drake interpretou o "Libélula", personagem principal no estilo Peter Parker, do Homem-Aranha. Esse filme foi lançado em abril de 2008 e College foi lançado em agosto do mesmo ano.
Seus projetos são The Miracle of Santa Rosa (que conta a história de um americano que retorna a sua casa na Itália para vingar seu pai) e a minissérie para TV Flying Tigers ambas produzidas pela Virtus Entertainment. The Flying Tigers conta sobre um Esquadrão Americano de pilotos que fogem com os Japoneses da Ásia imediatamente após o ataque a Pearl Harbor.
Em dezembro de 2008 foi lançado nos EUA um novo filme com a dupla Drake & Josh. O filme se chama Feliz Natal, Drake & Josh, e conta  sobre quando os irmãos decidem ajudar uma menina e seus pais a terem o melhor Natal de todos.

## Carreira de cantor

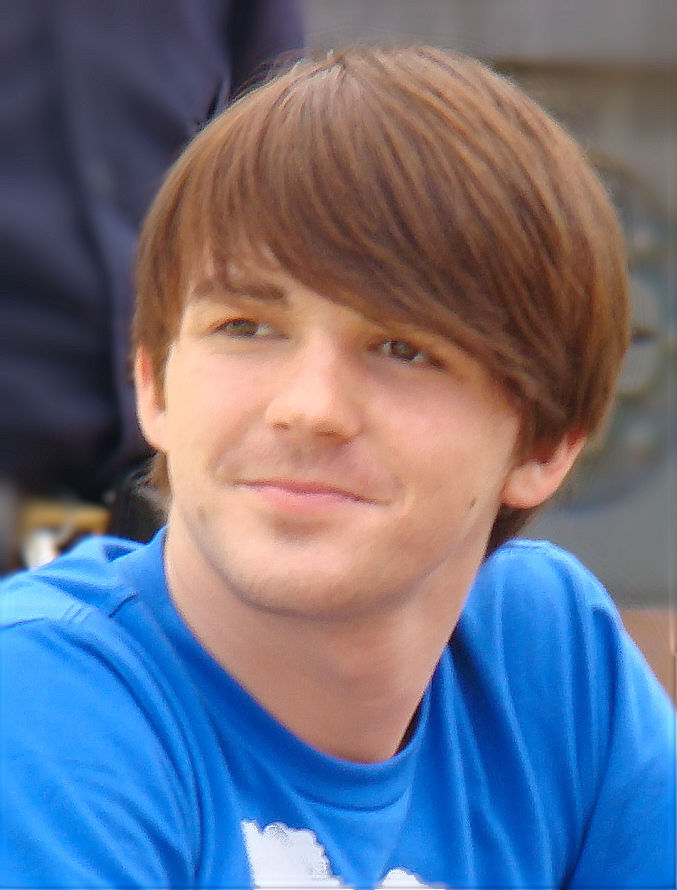
Drake em 2007.

Em seu primeiro álbum, Telegraph, lançado em 27 de Setembro de 2005, Drake mostrou seu lado mais pop rock, onde canções já conhecidas como "I Found a Way", tema da série Drake & Josh foram adicionadas. Em 2005, Bell colaborou com Hawk Nelson numa canção chamada Bring Em ' Out para o filme "Os Seus, Os Meus, e Os Nossos" onde ele mesmo atuou. Drake assinou contrato com a Motown Records, e teve seu segundo disco It's Only Time lançado em 2006, com canções de sucesso na carreira do cantor como por exemplo o seu primeiro single "I Know, que foi lançado em 17 de Outubro. Ele também foi um dos compositores do tema do programa iCarly "Leave It All To Me" com Miranda Cosgrove e também gravou uma canção com Sara Paxton para o filme Superhero Movie.
Em 18 de março de 2007, Drake lançou seu primeiro EP, intitulado "Nashville Sessions", de gênero pop rock, que teve 23 minutos de duração.
Em 2008, Drake Bell fez um "Concierto" no Auditório Nacional, no México, cantando canções como "I Know" e "I Found a Way", e clássicos como "CC Rider", de Elvis Presley.
Em 2011, Drake Lançou seu segundo EP, chamado "A Reminder", que teve quatro canções e aproximadamente 13 minutos de duração.
Drake lançou o single "Bitchcraft" e, em 2014, seu primeiro álbum rockabilly, "Ready Steady Go!".
Em 2016, ele apareceu em um documentário sobre o gênero de rockabilly e sua cultura intitulado It's a Rockabilly World!
Em 2017, Drake investiu no pop e lançou um EP intitulado "Honest", que contém quatro canções: Rewind, Honest, Leaves e Run Away e aproximadamente 13 minutos de duração. O anúncio foi feito pelo cantor por meio de suas redes sociais.
Em 2019, Drake Lançou seu Quarto EP, intitulado Smoke It Up, de gênero Pop, contendo nele 4 músicas: Coming Back For You, The Plan,Smoke It Up e M.I.A, tendo trabalhado com artistas como Lil Mama,Kid Kaze e Classius Claus.

## Filmografia
| Ano       | Série                                  | Personagem              | Nota                                                                      |
| 1995      | Minor Adjustments                      | Jordan                  | Episódio: The Ex Files                                                    |
| 1999      | ABC Afterschool Special                | Scott                   | Episódio: Me and My Hormones                                              |
| 1997      | Gun                                    | Brendan                 | Episódio: The Hole                                                        |
| 1998      | Seinfeld                               | Kenny                   | Episódio: The Frogger                                                     |
| 1999-2002 | The Amanda Show                        | Regular Performer       |                                                                           |
| 2002      | The Nightmare Room                     | Alex Sanders            | Episódio: Dear Diary, I'm Dead                                            |
| 2004-2008 | Drake & Josh                           | Drake Parker            | Protagonista                                                              |
| 2005      | Zoey 101                               | Ele mesmo               | Episódio: Spring Fling                                                    |
| 2010      | I <3 Vampires                          | Ian                     | Episódio: "I Love Luci" e "Four's A Crowd"                                |
| 2010      | 48 Hours of Drake & Josh               | Ele mesmo               | Nickelodeon Latin America Especial                                        |
| 2010      | iCarly                                 | Ele mesmo               | Episódio: iBloop                                                          |
| 2012      | Ultimate Spider-Man (série)            | Peter Parker/Spider-Man | Lead Role                                                                 |
| 2012      | Victorious                             | Ele mesmo               | "April Fools Blank"                                                       |
| 2012      | Figure It Out!                         | Ele mesmo               |                                                                           |
| 2012      | Celebrity Ghost Stories                | Ele mesmo               |                                                                           |
| 2012      | The Avengers: Earth's Mightiest Heroes | Peter Parker/Spider-Man |                                                                           |
| 2012      | Splash                                 | Ele mesmo               |                                                                           |
| 2013      | Phineas and Ferb                       | Spider-Man/Peter Parker | Voz Phineas e Ferb: Missão Marvel.                                        |
| 2013      | A Monsterous Holiday                   | Andy                    | Voz Filme para a TV                                                       |
| 2013-15   | Avengers Assemble                      | Spider-Man/Peter Parker | Voz papel recorrente                                                      |
| 2013-15   | Hulk and the Agents of S.M.A.S.H.      | Spider-Man/Peter Parker | Voz papel recorrente                                                      |
| 2014      | Sam & Cat                              | Drake Parker            | #blooperepisode                                                           |
| 2014      | A Fairly Odd Summer                    | Timmy Turner            | Filme para a TV                                                           |
| 2016      | Suspense                               | Artus Vitogast          | 2º Temporada episodio 20                                                  |
| 2016      | Grandfathered                          | Kirk                    | 1º Temporada episodio 15                                                  |
| 2016      | Cozmo's                                | Ken                     | Filme para a TV                                                           |
| 2016      | Cupcake Wars                           | Ele mesmo               | 10º Temporada episodio 10                                                 |
| 2024      | Quiet on Set: The Dark Side of Kids TV | Ele mesmo               | Episódio: The Darkest Secret, Too Close to the Sun e Breaking the Silence |

### Filmes
| Ano  | Filme                                        | Personagem          | Nota                  |
| 1995 | Drifting School                              | Kenny Smith         |                       |
| 1996 | Jerry Maguire                                | Jesse Remo          |                       |
| 2000 | High Fidelity                                | Rob Jr. High        |                       |
| 2000 | Perfect Game                                 | Bobby Jr.           |                       |
| 2005 | Yours, Mine and Ours                         | Dylan North         | Filho da Helen North  |
| 2006 | Drake & Josh Go Hollywood                    | Drake Parker        | Protagonista          |
| 2007 | Drake & Josh: Really Big Shrimp              | Drake Parker        | Protagonista          |
| 2008 | Superhero Movie                              | Rick Riker/Libélula | Protagonista          |
| 2008 | College                                      | Kevin Brewer        | Protagonista          |
| 2008 | The Nutty Professor                          | Harold/Jack         |                       |
| 2008 | Tortoise vs. Hare                            | Butch Hare - (voz)  |                       |
| 2008 | Merry Christmas, Drake & Josh                | Drake Parker        | Protagonista          |
| 2011 | A Fairly Odd Movie: Grow Up, Timmy Turner!   | Timmy Turner        | Protagonista          |
| 2012 | Rags                                         | Shawn               |                       |
| 2012 | The Reef: High Tide                          | Pi                  |                       |
| 2012 | A Fairly Odd Christmas                       | Timmy Turner        | Protagonista          |
| 2012 | The Reef 2: High Tide                        | Pi                  |                       |
| 2012 | Keenan Cahill's Story                        | Ele mesmo           | Documentário          |
| 2013 | Space Warriors                               | Jimmy Naration      | Voz                   |
| 2013 | The Naughty List                             | Snowflake           | Voz Direto para o DVD |
| 2013 | The Little Penguin Pororo's Racing Adventure | White Tiger         | Voz Direto para o DVD |
| 2014 | 20 Moves                                     | Ele mesmo           | Documentário          |
| 2014 | Birds of Paradise                            | Jack                | Voz Direto para o DVD |
| 2014 | Adventure Planet                             | Sam                 | Voz Direto para o DVD |
| 2014 | Under Wraps                                  | Danny               | Voz Direto para o DVD |
| 2014 | Frozen in Time                               | Brody               | Voz Direto para o DVD |
| 2015 | A Mouse Tale                                 | Sebastian           | Voz Direto para o DVD |
| 2015 | Jungle Shuffle                               | Manu                | Voz Direto para o DVD |
| 2015 | The Frog Kingdom                             | Announcer, Muscles  | Voz Direto para o DVD |
| 2015 | The Greys                                    | Blake Smelt         | Curta Metragem        |
| 2015 | L.A. Slasher                                 | The Popstar         |                       |
| 2015 | The Nutcracker Sweet                         | Nutcraker           | Voz Direto para o DVD |
| 2016 | It's A Rockabilly World!                     | Ele mesmo           | Documentário          |
| 2016 | Arlo: The Burping Pig                        | Arlo                | Voz                   |
| 2016 | American Satan                               | Damien              |                       |
| 2017 | Bad Kids of Crestview Academy                | Ben                 | Pós-Produção          |
| 2017 | Drake & Josh: The Movie                      | Drake Parker        | Pós-Produção          |

## Discografia

### Álbuns de estúdio
- Telegraph (2005)
- It's Only Time (2006)
- Ready Steady Go!  (2014)

### EP
| Ano  | Álbum |
| ---- | --- |
| 2011 | A Reminder - Lançado: 28 de Junho de 2011 - Gravadora: Drake Bell Entertainment, Inc. - Single: "Terrific" |

### Singles
| Ano  | Único                                       | Posições          | Posições              | Álbum                          |
| Ano  | Único                                       | US Pop            | Hot Digital Songs     | Álbum                          |
| ---- | ------------------------------------------- | ----------------- | --------------------- | ------------------------------ |
| 2005 | "I Found a Way"                             | —                 | —                     | Telegraph                      |
| 2006 | "I Know"                                    | — 2013 bitchcraft | —2014 ready steady go | It's Only Time                 |
| 2007 | "Makes Me Happy"                            | 67                | 73                    | It's Only Time                 |
| 2011 | "Terrific"                                  | —                 | —                     | A Reminder                     |
| 2019 | "No Perdamos Más Tiempo" (com Jorge Blanco) | —                 | —                     | Não adicionando à nenhum álbum |

#### Participações
| Ano  | Single               | Artista          | Posições | Posições | Álbum               |
| Ano  | Single               | Artista          | US       | US Pop   | Álbum               |
| ---- | -------------------- | ---------------- | -------- | -------- | ------------------- |
| 2007 | "Leave It All to Me" | Miranda Cosgrove | 100      | 83       | iCarly (soundtrack) |